# مطار أبو ظبي الشمالي الشرقي
قاعدة أبو ظبي الشمالية الشرقية (رمز الإيكاو: OMAW)، والمعروفة أيضاً باسم قاعدة سويحان الجوية، هي قاعدة عسكرية تقع في أبو ظبي، الإمارات العربية المتحدة. بُنيت القاعدة في الفترة ما بين 1988 و1990، وكانت تحتوي في البداية على مدرج ومسلك قصير ومنطقة توقف للطائرات فقط. في عام 2010، خضعت القاعدة لتطوير كبير شمل إنشاء مدرج جديد بطول 3800 متر وفق تصنيف CAT II، إضافة إلى مسالك جديدة موازية للمدرج، وزيادة أماكن التوقف، وتحسين المرافق. اكتملت أعمال التوسعة في عام 2014.
تقع قاعدة أبوظبي الشمالية الشرقية على ارتفاع 26.82 مترًا فوق سطح البحر.